# Freie Künstler. Ausstellung Nr. 1
Die Ausstellung Freie Künstler mit dem Untertitel Ausstellung Nr. 1 war die erste Dresdener Kunstausstellung nach dem Ende des Zweiten Weltkrieges. Sie fand vom 15. Dezember 1945 bis 15. Januar 1946 in den Räumen der Dresdener Kunstakademie an der Brühlschen Terrasse statt. Die Ausstellung wurde vom Kulturamt der Stadt veranstaltet und stand unter dem Schutz des 1. Bürgermeisters Walter Weidauer. Sie sollte einen Beitrag zur Überwindung der faschistischen Ideologie leisten.
An der Ausstellung beteiligten sich 66 Künstler mit insgesamt 183 Arbeiten, vor allem Landschaften, Stillleben und Porträts. „Von wenigen Ausnahmen abgesehen - z. B. Wilhelm Lachnits "Den Opfern des Faschismus" oder einigen Arbeiten Herbert Volwahsens -  gab es keine künstlerischen Stellungnahmen zur Gegenwart. ... Die Bedeutung … lag vor allem darin, dass sie dokumentierte, dass überhaupt noch Künstlerinnen und Künstler vorhanden waren, die bereit und imstande waren, die Herausforderungen der neuen Zeit in Angriff zu nehmen.“
Eine bedeutende Anzahl dieser Künstler war von den Nazis verfolgt oder als entartet verfemt worden:
- Karl von Appen
- Otto Dix
- Otto Griebel
- Hans Jüchser
- Edmund Kesting
- Bernhard Kretzschmar
- Wilhelm Lachnit
- Alexander Neroslow
- Lucie Prussog-Jahn
- Wilhelm Rudolph
- Irena Rüther-Rabinowicz
- Eva Schulze-Knabe